# Napier Star (Schiff, 1926)
Die Napier Star (I) war ein 1927 in Dienst gestelltes Fracht- und Passagierschiff der britischen Reederei Blue Star Line, das für den transatlantischen Linienverkehr gebaut wurde. Das Schiff wurde im Dezember 1940 von dem deutschen U-Boot U 100 versenkt, wobei 84 Passagiere und Besatzungsmitglieder ums Leben kamen.

## Das Schiff
Das Motorschiff Napier Star wurde 1926 für die britische Reederei Blue Star Line mit Sitz in London auf der Bauwerft Lithgows in Port Glasgow (Schottland) gebaut und lief dort am 5. August 1926 unter dem Namen Raleighstar vom Stapel. Im März 1927 wurde das Schiff unter dem Namen Napierstar fertiggestellt. Das kombinierte Passagier- und Frachtschiff war 145,08 Meter lang, 20,51 Meter breit und hatte einen maximalen Tiefgang von 11,16 Metern. Die Napierstar maß bei ihrer Fertigstellung 10.583 BRT und 6527 NRT. Sie hatte einen Schornstein, zwei Masten, zwei Schrauben und wurde mit vier Sätzen von Parsons-Turbinen angetrieben, die 1582 nominale Pferdestärken leisteten. Sie gehörte zu einem Quartett von Schwesterschiffen, die die Blue Star Line Mitte der 1926/27 Jahre in Dienst stellte. Die anderen waren die Afric Star (Bj. 1926, 11.900 BRT), die Stuart Star (Bj. 1926, 10.646 BRT) und die Rodney Star (Bj. 1927, 10.583 BRT). Sie war das zuletzt fertiggestellte dieser vier Schiffe, die je zu zweit bei Lithgows in Port Glasgow und Palmers Shipbuilding and Iron Company in Jarrow gebaut wurden. Die Baukosten beliefen sich auf 210.000 Pfund Sterling.
1929 wurde der Name des Schiffs von Napierstar in Napier Star geändert. 1932 stieß sie auf dem Tyne mit dem Schlepper Hercules zusammen, der in der Flussmitte kenterte und sank. Drei Menschen ertranken. 1935 wurde das Schiff, wie viele anderer der Blue Star Line, mit einem Bug der Maierform-Bauart versehen. Die Schiffslänge erweiterte sich somit von 145,08 auf 156,45 Meter. Die Tonnage verringerte sich jedoch leicht auf 10.116 BRT / 6187 NRT.
Am 18. August 1935 kollidierte die Napier Star auf einer Überfahrt von Glasgow nach Liverpool mit der viel größeren Laurentic der White Star Line. Der Unfall ereignete sich etwa 40 Meilen vor dem Mersey Bar-Feuerschiff bei dichtem Nebel. Auf der Laurentic kamen sechs Besatzungsmitglieder durch den Zusammenstoß ums Leben. Nachdem die Ladung der Napier Star in Liverpool auf die Fresno Star umgeladen worden war, wurde sie zur Reparatur an den Tyne gebracht.

## Versenkung
Am Sonntag, dem 15. Dezember 1940 legte die Napier Star in Liverpool unter dem Kommando von Kapitän William Walsh zu einer Überfahrt nach Neuseeland über den Panamakanal ab. An Bord waren 82 Besatzungsmitglieder, 17 Passagiere (darunter drei Frauen) und 8200 Tonnen Fracht. Aufgrund ihrer Höchstgeschwindigkeit von 15 Knoten fuhr die Napier Star ohne Geleitschutz durch andere Schiffe. Für das Schiff war ein sehr weit nördlich ausgerichteter Kurs vorgesehen, der es nah an die Küste Islands brachte. Zu diesem Zeitpunkt operierten deutsche U-Boote bereits in sehr abgelegenen Gebieten und wandten zudem die Rudeltaktik an. Dies führte zu immer wachsenden Verlusten an alliiertem Schiffsraum.
Am Nachmittag des 18. Dezember dampfte die Napier Star bei einer Geschwindigkeit von 13 Knoten etwa 300 Seemeilen südlich von Island in westlicher Richtung. Es herrschte Starkwind aus südsüdwestlicher Richtung, die See war aufgewühlt, es regnete stark und der Himmel war bedeckt. 321 Seemeilen vom Rockall-Felsen entfernt wurde die Napier Star von einem Torpedo von U 100 (Kapitänleutnant Joachim Schepke) getroffen. Der Torpedo schlug an Backbord ein und löste eine heftige Explosion aus, die eine Wassersäule in die Luft warf, welche eines der Rettungsboote zerstörte. Das Schiff krängte nach Backbord und begann über das Heck zu sinken. Kapitän Walsh befahl das Verlassen des Schiffs. Kurz danach traf ein zweiter Torpedo das Schiff, welches 20 Minuten später auf der Position 58° 58′ N, 23° 13′ W unterging.
Das Rettungsboot, das sich unter dem Kommando des Zweiten Offiziers John Wilson Thompson befand, war das einzige, das den schweren Seegang und das stürmische Wetter überstand. Es hatte insgesamt 14 Besatzungsmitglieder und sechs Passagiere, darunter die drei Frauen, an Bord. Nur vier der Crewmitglieder waren Seeleute. Thompson konnte in naher Entfernung noch drei andere Boote ausmachen, aber wegen der rauen See konnte er sie nicht erreichen. In der ersten Nacht nahmen Wind und Wellen immer mehr zu; Wellen brachen über dem Boot und füllten es mit Wasser, sodass die Insassen es permanent ausschöpfen mussten. Fast alle wurden seekrank. Einmal kenterte das Boot fast, nachdem der provisorische Anker weg gerissen worden war. Vier Menschen starben in der ersten Nacht; ihre Leichen wurden am folgenden Morgen der See übergeben.
Am Morgen des 20. Dezember wurde das Boot von dem 3406 BRT großen schwedischen Motorschiff Vaalaren gesichtet. Inzwischen waren nur noch 15 Menschen am Leben, darunter die drei Frauen. Sie wurden von der Vaalaren aufgenommen und am 23. Dezember in Liverpool an Land gebracht. Weitere Überlebende wurden nicht gefunden. 84 Menschen waren durch die Versenkung der Napier Star ums Leben gekommen, darunter auch der Kapitän.
Die Napier Star war das letzte von U 100 versenkte Schiff. Das U-Boot wurde drei Monate später von einem britischen Zerstörer versenkt.